# Honda Pan-European
De Honda Pan-European is een Japanse motorfiets, die in 1990 op de markt werd gebracht door Honda. Officieel is de naam van deze motorfietsen de ST serie, welke bestaat uit twee modellen. De ST 1100, en de opvolger de ST 1300 in 2002. In Europa wordt de aanduiding Pan-European voor beide modellen meer gebruikt dan de formele typeaanduiding.

## ST 1100

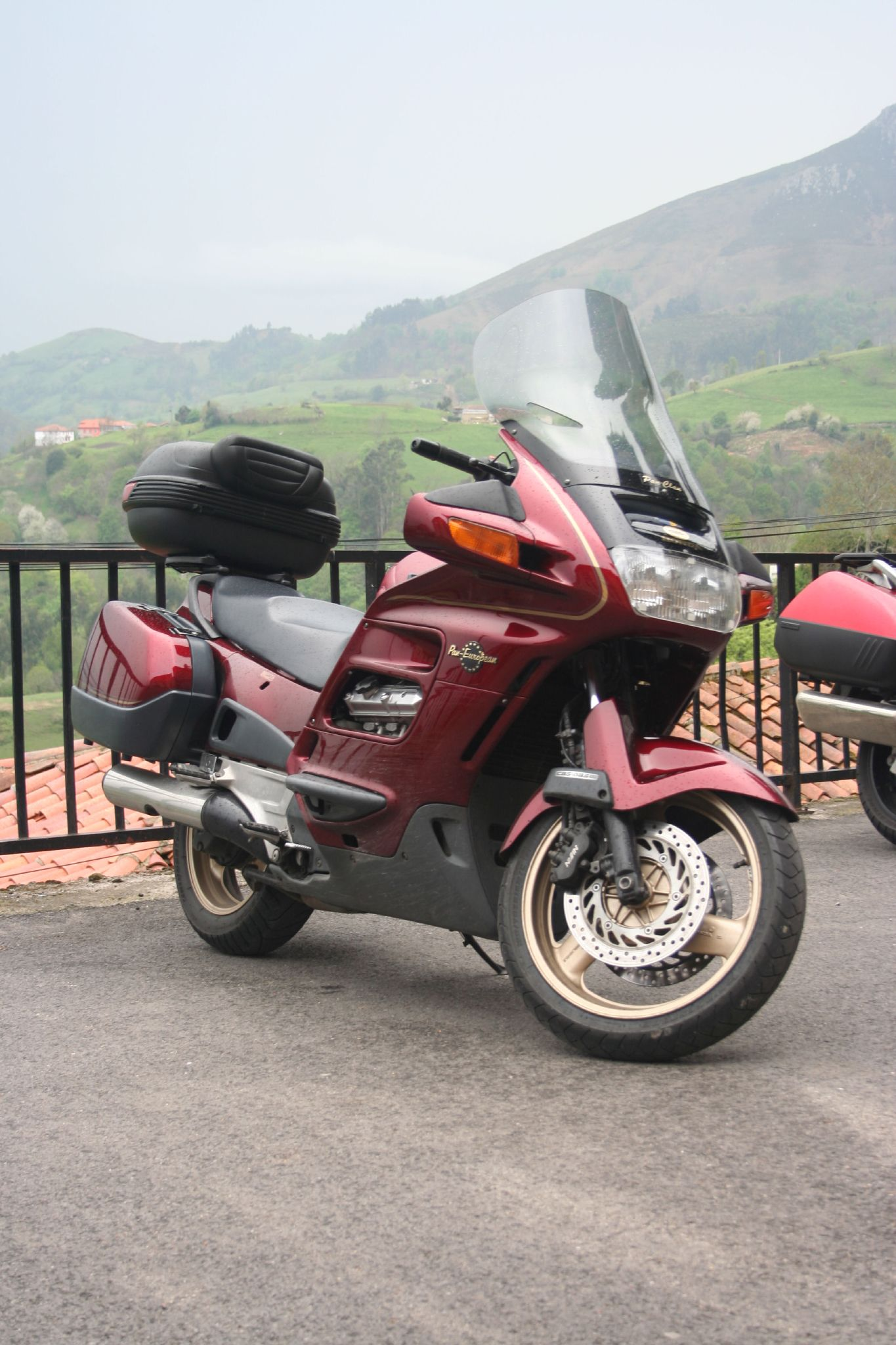
Honda Pan-European ST1100

De motorfiets werd ontwikkeld door Honda als een lichter, sportiever en beter manoeuvreerbaar alternatief voor de toen al zeer succesvolle Honda GoldWing-serie. De ST 1100 werd gebouwd op basis van een 90-graden V4 blok, waar voor de Goldwing een 4-cilinder boxermotor was gebruikt. Andere kenmerkende eigenschappen van de Goldwing werden wel gehandhaafd, zoals de eindaandrijving via een cardanas in plaats van een ketting, en de volle kuip en beplating.
De motor werd aangedreven door een 1085 cc V4 welke in de lengte werd geplaatst. De brandstoftank bevond zich onder het zadel waardoor het zwaartepunt werd verlaagd, de traditionele tank was een dummy waaronder het luchtfilter was geplaatst. Dit model werd van 1990 tot 2002 gemaakt, een uitvoering specifiek voor gebruik door de politie bleef daarna nog enige jaren in productie. Moderne technieken als ABS en TCS waren als optie verkrijgbaar. Verder kon de motor een grote brandstofvoorraad bergen van 28 liter, waarmee een actieradius van ongeveer 480 kilometer kon worden gerealiseerd. Verder werd de motor uitgerust met een grote 40 ampère alternator waardoor aansluiting van extra verlichting of elektrisch verwarmbare handschoenen of -jassen mogelijk werd. De eerste modellen kregen een 29 ampère alternator maar die kon eenvoudig worden opgewaardeerd.
De motor woog ca. 290 kilo en was voorzien van kunststof vleugelvormige uitsteeksels die niet alleen bij een val de motor en cilinderkoppen moesten beschermen, maar tevens er voor zorgden dat de motor niet zo ver om kon rollen dat de berijder hem niet meer overeind zou kunnen krijgen. 

## ST 1300

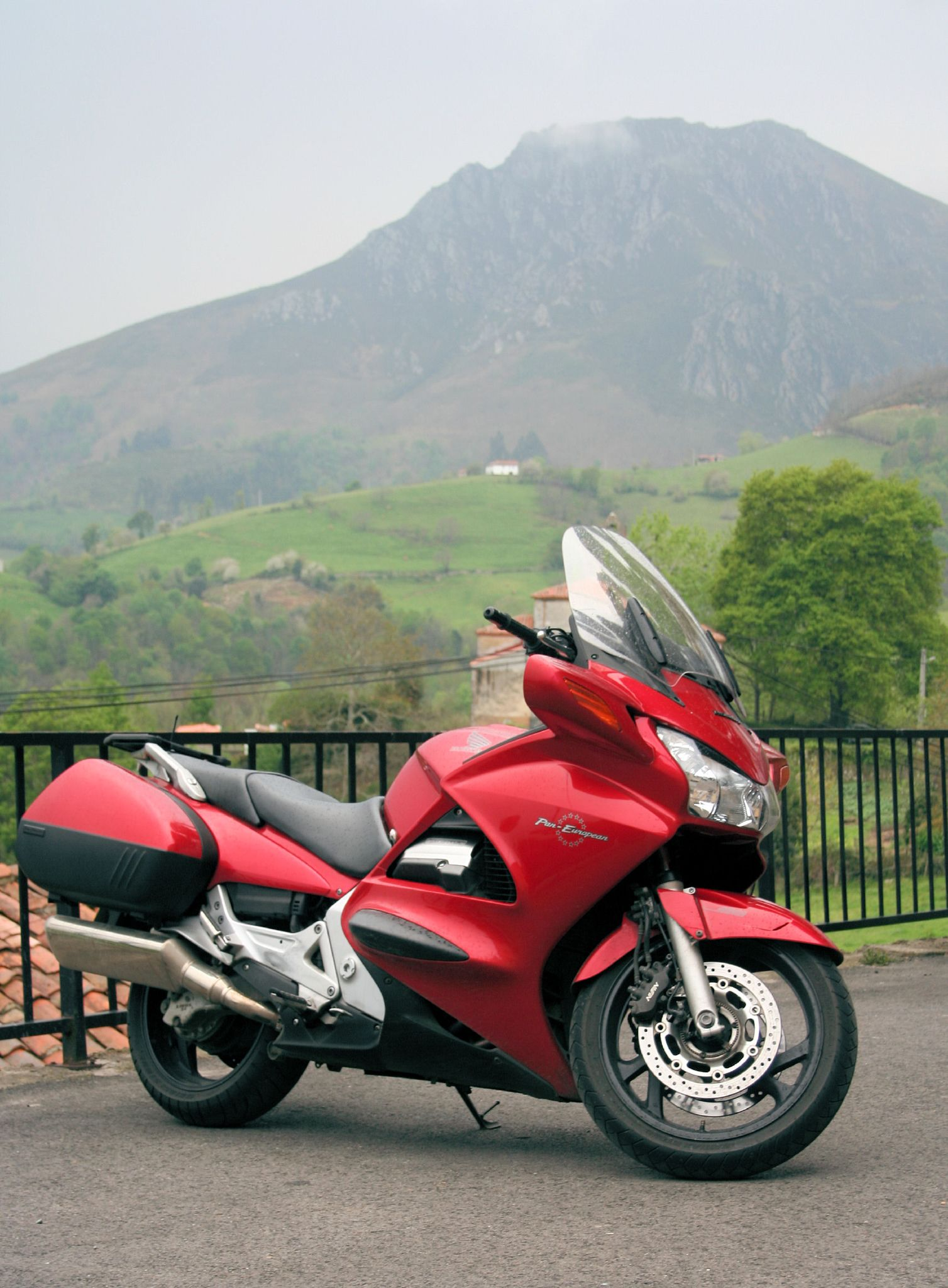
Honda Pan European ST1300

In 2002 kwam de opvolger, de ST 1300 op de markt. De Pan-European ST 1300 werd uitgerust met een 1261 cc V4-injectiemotor, dubbele balansassen, aluminium frame, DCBS remsysteem, ABS remsysteem, elektrisch in hoogte verstelbaar windscherm, en een in hoogte verstelbaar zadel.
Diverse opties waren beschikbaar waaronder elektrische handvatverwarming, topkoffer en windgeleiders.
Vanaf 2002 werden het elektrisch verstelbare scherm en ABS standaard in de meeste Europese landen geleverd.
Voor 2008 werd de motor licht aangepast conform met de geldende EURO III normen voor motorfietsen binnen de Europese Gemeenschap, dezelfde motorkarakteristieken bleven echter behouden.
Het ontwerp bleek gevoelig te zijn voor zgn. 'speed wobble'. Het in de lengterichting slingeren van de fiets bij snelheden hoger dan ca. 130 km/u. 